# 后髮座22
后髮座22，又名BD+25 2523，HD 109307、SAO 82378、HR 4780，是后髮座的一颗恒星，视星等为6.29，位于銀經247.2，銀緯85.07，其B1900.0坐标为赤經12h 28m 35.2s，赤緯+24° 85.07′ 6″。